# 카테콜

카테콜(Catechol)은 클로로페놀의 알칼리성 수용액을 약 200℃ 로 가열하면 얻을 수 있는 사진 현상액의 주성분이며, 산화가 되기 쉽다. 무색의 결정으로 끓는점 245℃, 녹는점 105℃이다. 피로카테콜, 브렌츠카테킨, 다이하이드록시벤젠이라고도 한다.

## 같이 보기
- 엔올
- 피로갈롤